# Fort de Chaudfontaine
Le fort de Chaudfontaine est l'un des douze forts établis pour la défense de Liège, en Belgique, à la fin du XIXe siècle à l'initiative du général belge Henri Alexis Brialmont.

## Histoire
Érigé de 1888 à 1892, comme une infrastructure moderne en béton, équipée des armes les plus modernes pour l'époque, le fort de Chaudfontaine est l'un des six petits forts de la ceinture de Liège. Dominant la vallée de la Vesdre sur la rive droite  à une altitude de 220 m, il se trouve, avec celui d'Embourg, au sud du fort de Fléron et à l'est de celui de Boncelles.
Lors de la Première Guerre mondiale, après deux jours de résistance, le fort cède le 13 août 1914 à la suite de l'explosion d'un obus allemand dans la voûte du magasin à munitions. La rue conduisant au fort sera rebaptisée « rue du XIII Août » et un cimetière militaire y sera implanté, ainsi qu'un monument en hommage aux 50 des 71 victimes enterrées dans la nécropole et qui ont péri dans l'incendie du fort (explosion).
En 1933, le fort est rénové, réarmé et consolidé. Une épaisse couche de béton armé, destiné à résister aux engins les plus lourds, renforce les voûtes. À la Seconde Guerre mondiale, pendant la Bataille de France, le fort résiste quelques jours, mais pilonné par la Luftwaffe dès le matin du 17 mai 1940, il est abandonné en fin de journée après l'explosion d'une grenade allemande à l'intérieur, puis d'un obus à l'entrée.
Une société de Tir dénommée « La Trairie » y est installée depuis 1983 dans les casemates défendant les fossés.
Depuis les années 1990, le fort de Chaudfontaine, rebaptisé « Fort Adventure », est occupé et aménagé par une société qui y organise des parcours d'aventure, à l'intention des adultes, comme des enfants.